# María Ressa
María Angelita Ressa (nacida como María Angelita Aycardo Delfín; Manila, 2 de octubre de 1963) es una periodista filipina, responsable y fundadora del portal informativo Rappler. Antes ha sido periodista de investigación y corresponsal de CNN en el Sudeste Asiático durante dos décadas, así como exdirectora de los servicios informativos de ABS-CBN. Por sus investigaciones, ha sido objeto de una campaña de abuso en línea de género y ha sido blanco del presidente filipino Rodrigo Duterte. En 2021 fue galardonada con el Premio Mundial de la Libertad de Prensa, otorgado por la Unesco,  y con el Premio Nobel de la Paz por «salvaguardar la libertad de expresión». Ha impartido cursos de política y prensa en el sudeste asiático para la Universidad de Princeton y periodismo televisivo para la Universidad de Filipinas Diliman.

## Biografía
Ressa pasó su infancia en Ciudad Quezón hasta los 10 años, cuando tuvo que emigrar con su familia a los Estados Unidos. Tras establecerse en Nueva Jersey y completar allí la educación secundaria, estudió en la Universidad de Princeton y luego obtuvo una Beca Fulbright para cursar un máster de periodismo en la Universidad de Filipinas.
Tras regresar a Filipinas en 1986, trabajó como periodista para la CNN durante dos décadas; primero en la delegación de Manila, de la que llegó a ser directora, y más tarde como redactora jefe en Yakarta. Allí se especializaría en periodismo de investigación, con trabajos destacados sobre la influencia del terrorismo en el Sudeste Asiático. Entre 2004 y 2010 fue directora de informativos de ABS-CBN, el canal de televisión más importante de Filipinas.
Junto a otros periodistas filipinos, en 2012 fue una de las fundadoras del sitio web informativo Rappler, que desde su puesta en marcha se ha convertido en uno de los medios de comunicación más influyentes del país. Además de especializarse en periodismo de investigación, su portal ha sido el primero de Filipinas en incluir contenido multimedia, interacción en redes sociales y verificación de hechos.
Desde el ascenso al poder de Rodrigo Duterte en 2016, Rappler ha publicado numerosos reportajes que denunciaban los aspectos más controvertidos de su gestión, especialmente las ejecuciones extrajudiciales cometidas en la guerra contra el narcotráfico. Todo ello ha motivado un enfrentamiento directo entre el mandatario y Ressa como responsable de la web. En enero de 2018, el gobierno filipino —a través de la Comisión de Valores y Cambio— intentó revocarle la licencia de medio de comunicación bajo la acusación de tener accionariado extranjero, algo prohibido en ese país. Este caso fue denunciado como un ataque a la libertad de prensa por organismos internacionales como Human Rights Watch y Amnistía Internacional.
A finales de 2018, el Departamento de Justicia de Filipinas abrió una investigación contra Ressa por presunta evasión de impuestos, lo cual podría acarrear una condena de hasta 10 años de cárcel, si bien la denuncia no especificaba la cantidad defraudada. La periodista ha asegurado que se trata de una denuncia falsa, parte de una campaña de acoso contra la prensa independiente, y ha demandado al ejecutivo de Duterte por injurias y prevaricación.
En el desarrollo de sus funciones como periodista ha sido objeto de una campaña sostenida de abuso, amenazas y acoso en línea de género. En un momento, recibió un promedio de más de 90 mensajes de odio por hora en Facebook.
A su vez, Ressa ha sido objeto de al menos 11 investigaciones sobre su negocio. El 15 de junio de 2020, fue condenada por difamación cibernética por un tribunal de Manila.
El 25 de septiembre de 2020, fue nombrada como uno de los 25 miembros de la Junta de Supervisión Real de Facebook, un grupo de monitoreo independiente de Facebook. Según la evaluación de Ressa, esta red social está «sesgada contra los hechos» y sus algoritmos «priorizan la difusión de mentiras mezcladas con ira y odio sobre los hechos».

## Premios y distinciones
En reconocimiento a su labor informativa, Ressa fue elegida una de las «personas del año 2018» para la revista Time, dentro de un grupo de periodistas apodado «los guardianes por la verdad» en el que también figuran el saudí Yamal Jashogyi y la redacción del Capital Gazette.
El 28 de abril de 2021, recibó el Premio Mundial de la Libertad de Prensa Unesco - Guillermo Cano. El jurado destacó que su «inquebrantable lucha por la libertad de expresión es un ejemplo para muchos periodistas de todo el mundo».
En 2021, fue galardonada con el Premio Nobel de la Paz como reconocimiento a su lucha en favor de la libertad de expresión y los derechos humanos en Filipinas.